# Винницкая, Люцина
Люцина Винни́цкая (пол. Lucyna Winnicka; 14 июля 1928, Варшава — 22 января 2013, Пальмиры, Мазовецкое воеводство) — польская актриса, жена Ежи Кавалеровича, известная, в основном, по его фильмам.

## Биография
В 1949 году окончила юридический факультет Варшавского университета, в 1953 году — Государственную высшую театральную школу (теперь Театральная академия имени А. Зельверовича) в Варшаве. В 1953—1974 годах играла в театрах Щецина и Варшавы.
Первую роль в кино сыграла в картине Ежи Кавалеровича «Под фригийской звездой» (1954). Следующая роль Винницкой была в фильме «Настоящий конец большой войны» («Этого нельзя забыть»), где она играла с Роландом Гловацким. В фильме рассказывается о человеке, который после войны возвращается к жене из концлагеря. Позднее Винницка играла в драме «Загадочный пассажир» («Поезд», 1959), «Игра» (1969).
Самой известной её ролью стала Иоанна в фильме «Мать Иоанна от ангелов» Кавалеровича. Действие фильма, снятого по новелле Ярослава Ивашкевича, происходит в женском монастыре XVII века, в котором монахини одержимы демоном.
После появления на экране в фильме «Индекс» (1978) Винницкая закончила актёрскую карьеру.

## Избранная фильмография
- 1954 — Под фригийской звездой / Pod gwiazdą frygijską — Магда
- 1957 — Настоящий конец большой войны / Prawdziwy koniec wielkiej wojny — Ружа
- 1959 — Загадочный пассажир / Pociąg — Марта
- 1959 — Безмолвная звезда / Milcząca Gwiazda / Der schweigende Stern (Польша / ГДР) — журналистка телевидения
- 1960 — Крестоносцы / Krzyżacy — княгиня мазовецкая Данута
- 1961 — Мать Иоанна от ангелов / Matka Joanna od Aniołów — Мать Иоанна
- 1963 — Час пунцовой розы / Godzina pąsowej róży — Прабабушка Элеонора
- 1963 — Дневник пани Ганки / Pamiętnik pani Hanki — Ганка
- 1963 — Костюм почти новый / Ubranie prawie nowe — Хозяйка
- 1965 — Один в городе / Sam pośród miasta — Ева
- 1965 — Образ жизни / Sposób bycia — Ирэна
- 1966 — Фараон / Faraon — Жрица
- 1968 — Покушение в Сараево / Sarajevski atentat (Югославия) — София
- 1968 — Ставка больше, чем жизнь / Stawka większa niż życie (телесериал) — Ингрид, владелица «Кафе Ингрид» (только в серии 2)
- 1969 — Игра / Gra — Малгожата
- 1970 — Фильм о любви / Szerelmesfilm (Венгрия) — Агнес
- 1973 — Улица пожарных 25 / Tüzoltó utca 25 (Венгрия) — Мария
- 1977 — Индекс / Indeks — секретарь в редакции

## Признание
- Кавалерский крест ордена Возрождения Польши (1975).